# Didier Seguret
Didier Seguret (Toulouse, 27 de abril de 1956) es un jinete francés que compitió en la modalidad de concurso completo.
Ganó tres medallas en el Campeonato Europeo de Concurso Completo entre los años 1987 y 1993, en la prueba por equipos.

## Palmarés internacional
| Campeonato Europeo | Campeonato Europeo       | Campeonato Europeo | Campeonato Europeo |
| Año                | Lugar                    | Medalla            | Categoría          |
| ------------------ | ------------------------ | ------------------ | ------------------ |
| 1987               | Luhmühlen (RFA)          | Medalla de bronce  | Por equipos        |
| 1991               | Punchestown (Irlanda)    | Medalla de bronce  | Por equipos        |
| 1993               | Achselschwang (Alemania) | Medalla de plata   | Por equipos        |